# Nouvelle Vague (pel·lícula)
Nouvelle Vague és una pel·lícula franco-suïssa dirigida per Jean-Luc Godard i estrenada l'any 1990. S'ha doblat al català.

## Argument
Una dona rica, bonica i activa atropella un home a la carretera. El porta a casa seva, se'n fa càrrec i l'acull a la seva luxosa casa a la vora del llac Léman, entre els criats i els seus col·laboradors. Silenciós i pensatiu, s'instal·la en la seva vida i esdevé per a ella una mena de contrapunt a la seva gran activitat. Però el seu replegament en ell mateix la irrita, i, mentre es banyen al mig del llac, el fa caure a l'aigua i el deixa ofegar. A continuació, ella reprèn la seva vida activa. Al cap d'un temps arriba un altre home de físic idèntic. Diu que és el seu germà i que està al corrent de l'homicidi, i, a canvi del seu silenci, aconsegueix la direcció d'una de les societats de la dona. Aquesta vegada es tracta d'un home actiu, brillant i autoritari. Esdevenen amants, però ara és ell qui ho dirigeix tot, mentre que ella es deixa portar. L'escena es repeteix: se'n van amb vaixell pel llac, però ara és ella qui cau a l'aigua i es comença a ofegar. Ell la salva i es queda al seu costat mentre li mostra el seu autèntic rostre: dins seu hi ha un mica de cada home. Era el primer?

## Repartiment
- Alain Delon: «Ell», Roger Lennox i Richard Lennox
- Domiziana Giordano: «Ella», Elena Torlato-Favrini
- Roland Amstutz: Jules, el jardiner
- Laurence Costa: Cécile, la governanta
- Jacques Dacqmine: el director general
- Christophe Odent: Raoul Dorfman, l'advocat
- Laurence Guerra: Della, la secretària
- Joseph Lisbona: el doctor Parker
- Laure Killing: Dorothy Parker, la dona del metge
- Belkacem Tatem
- Véronique Muller: l'amiga de Raoul núm. 1
- Maria Pitarresi: l'amiga de Raoul núm. 2
- Jacques Viallette: el director de la fàbrica
- Brigitte Marvine: la periodista del restaurant
- Cécile Reigher: la criada
- Steve Suissa: el servidor del restaurant
- Pascal Sablier: el client iranià
- Violaine Barret: la dona del jardiner
- Raphaël Delpart
- Joe Sheridan

## Música
- Paolo Conte: Blue Tango
- David Darling: Far Away Lights, Solo Cello, Clouds, Solo Cello And Voice
- Gabriella Ferri: HA Zaza
- Paul Giger: Crossing
- Paul Hindemith: Mathis der Maler (Grablegung), Trauermusik, Mathis der Maler (Versuchung dels heiligen Antonius), Sonate für Viola (1937), Sonate für Bratsche allein Op. 25/1
- Heinz Holliger: Trema für Violoncello solo
- Werner Pirchner: Kammer-Symphonie, Sonate vom rauen Leben, Do You Know Emperor Joe, Kleine Missa um "C" für den lieben Gott
- Dino Saluzzi: Winter, Transmutation, Andina
- Arnold Schoenberg: Verklärte Nacht
- Jean Schwartz: Charta Koa
- Patti Smith: Distant Fingers

## Nominacions
- 1990: Festival de Canes: nominada a la Palma d'Or (millor pel·lícula)
- 1990: Premis César: nominada a millor so
- 1990: Premis del Cinema Europeu: nominada a millor música